# GT劲舞团2
《GT劲舞团2》是一款由久游网自主三年研发并代理运营的音乐舞蹈类网络游戏。这款游戏并不是真正意义上的劲舞团续作，而是把自主研发《超級舞者》及代理遊戲《劲舞团》二合為一，所有舞蹈動作、甚至商城所以虛擬道具、服裝、寵物、系統都是跟劲舞团及超級舞者一樣，中国大陆版由久游自行运营叫「GT劲舞团2」，台灣版由因思銳代理运营叫「劲舞团2」，香港澳门版由Gameone代理运营叫「勁舞團moov」。
在游戏开发商T3 Entertainment已将Audition Dance Battle Online（即：劲舞团）续作代理权已经出售给九城，但由于九城并不拥有劲舞团在中国大陆的商标权，因此真正的劲舞团续作将不得不改名为「快乐星期舞」，2010年初九城突然宣布中止代理劲舞团续作，后经博瑞天堂代理命名为「劲舞堂」。另外，2010年游戏新干线宣佈取得游戏开发商T3 Entertainment知名大作《劲舞团》续作《Audition2》的港澳台代理權，游戏命名為「尬舞Online」。

## 大事记
1. 2008年12月4日，台湾《劲舞团2》官方网站开放[4]。
2. 2009年3月27日，《GT劲舞团2》跟快乐星期舞同时获得版号，即将开启游戏测试[5]。
3. 2009年4月9日，官网开放[6]。
4. 2009年4月17日，内测开始[6]。
5. 2011年10月31日，在台湾停运。
6. 2013年5月28日，在香港澳门停运[7]。